# 志望
| ウィキペディアには「志望」という見出しの百科事典記事はありません（タイトルに「志望」を含むページの一覧/「志望」で始まるページの一覧）。 代わりにウィクショナリーのページ「志望」が役に立つかもしれません。 |